# 千金耙矿冶遗址
千金耙矿冶遗址位于中国山西省运城市闻喜县石门乡玉坡村西南。

## 保护
2021年8月4日，千金耙矿冶遗址公布为第六批山西省文物保护单位，古遗址类，年代为夏、商，编号6-27。	